# Twierdzenie Poincarégo-Bendixona
Twierdzenie Poincarégo–Bendixona – twierdzenie o autonomicznych układach dynamicznych, mówiące o długofalowym zachowaniu orbit z ciągłych dynamicznych systemów na płaszczyźnie, cylindrze, lub sferze {\displaystyle \mathbb {S} ^{2}} .

## Twierdzenie
Dla rzeczywistego różniczkowalnego układu dynamicznego określonego na otwartym podzbiorze płaszczyzny, każdy niepusty zwarty zbiór graniczny orbity, która zawiera tylko skończoną liczbę punktów stałych, jest jednym z :
- punktem stałym,
- periodyczną orbitą,
- spójną sumą skończonej liczby punktów stałych wraz z homoklinicznymi lub heteroklinicznymi orbitami, łączącymi je.

Ponadto, dla dwóch punktów stałych zawiera co najwyżej jedną orbitę łączącą punkty w tym samym kierunku. Jednak możliwe jest że będzie zawierał przeliczalnie wiele orbit homoklinicznych.
Słabsza wersja twierdzenia została zaproponowana przez Henriego Poincarégo bez ścisłego dowodu, który później został podany przez Ivara Bendixona.

## Dyskusja
Warunek o topologii przestrzeni fazowych jest konieczny. Na przykład na torusie istnieją gęste nieperiodyczne orbity .

## Zastosowania
Jeden z najważniejszych wyników polega na tym, że dwuwymiarowy ciągły układ dynamiczny nie może posiadać dziwnego atraktora. Jeżeli dziwny atraktor C istnieje w takim układzie, to on może być zawarty w domkniętym i ograniczonym podzbiorze przestrzeni fazowej. Poprzez odpowiednie ściągnięcie takiego obszaru wszystkie punkty stałe można oddzielić od takiego atraktora. Wtedy twierdzenie Poincarégo-Bendixona mówi, że C nie jest dziwnym atraktorem – ogólnie jest albo cyklem granicznym, albo do niego zbiega.